# Internazionali d'Italia 2014 - Qualificazioni singolare maschile
Le qualificazioni del singolare maschile dell'Internazionali d'Italia 2014 sono state un torneo di tennis preliminare per accedere alla fase finale della manifestazione. I vincitori dell'ultimo turno sono entrati di diritto nel tabellone principale. In caso di ritiro di uno o più giocatori aventi diritto a questi sono subentrati i lucky loser, ossia i giocatori che hanno perso nell'ultimo turno ma che avevano una classifica più alta rispetto agli altri partecipanti che avevano comunque perso nel turno finale.

## Giocatori

### Teste di serie
1. Santiago Giraldo (qualificato)
2. Carlos Berlocq (primo turno)
3. Albert Montañés (primo turno)
4. Andrej Golubev (qualificato)
5. Pablo Carreño Busta (qualificato)
6. Alejandro Falla (ultimo turno)
7. Sam Querrey (ultimo turno)

1. Daniel Gimeno Traver (primo turno)
2. Jack Sock (primo turno)
3. Łukasz Kubot (primo turno)
4. Bernard Tomić (primo turno)
5. Alejandro González (qualificato)
6. Dušan Lajović (ultimo turno)
7. Stéphane Robert (qualificato)

### Qualificati
1. Santiago Giraldo
2. Stéphane Robert
3. Stefano Travaglia
4. Andrej Golubev

1. Pablo Carreño Busta
2. Alejandro González
3. Pere Riba

## Tabellone qualificazioni

### Sezione 1
|  | Primo turno | Primo turno            | Primo turno            | Primo turno | Primo turno |  |  | Ultimo turno | Ultimo turno           | Ultimo turno           | Ultimo turno | Ultimo turno |  |
|  |             |                        |                        |             |             |  |  |              |                        |                        |              |              |  |
|  | 1           | Santiago Giraldo       | Santiago Giraldo       | 6           | 6           |  |  |              |                        |                        |              |              |  |
|  | WC          | Flavio Cipolla         | Flavio Cipolla         | 1           | 3           |  |  | 1            | Santiago Giraldo       | Santiago Giraldo       | 6            | 6            |  |
|  |             | Víctor Estrella Burgos | Víctor Estrella Burgos | 7           | 6           |  |  |              | Víctor Estrella Burgos | Víctor Estrella Burgos | 1            | 1            |  |
|  | 11          | Bernard Tomić          | Bernard Tomić          | 5           | 3           |  |  |              |                        |                        |              |              |  |

### Sezione 2
|  | Primo turno | Primo turno          | Primo turno     | Primo turno | Primo turno |  |  | Ultimo turno | Ultimo turno         | Ultimo turno         | Ultimo turno | Ultimo turno |  |
|  |             |                      |                 |             |             |  |  |              |                      |                      |              |              |  |
|  | 2           | Carlos Berlocq       | 3               | 6           | 2           |  |  |              |                      |                      |              |              |  |
|  |             | Albert Ramos Viñolas | 6               | 4           | 6           |  |  |              | Albert Ramos Viñolas | Albert Ramos Viñolas | 4            | 4            |  |
|  |             | Tobias Kamke         | Tobias Kamke    | 4           | 4           |  |  | 14           | Stéphane Robert      | Stéphane Robert      | 6            | 6            |  |
|  | 14          | Stéphane Robert      | Stéphane Robert | 6           | 6           |  |  |              |                      |                      |              |              |  |

### Sezione 3
|  | Primo turno | Primo turno          | Primo turno       | Primo turno | Primo turno |  |  | Ultimo turno | Ultimo turno      | Ultimo turno      | Ultimo turno | Ultimo turno |  |
|  |             |                      |                   |             |             |  |  |              |                   |                   |              |              |  |
|  | 3           | Albert Montañés      | Albert Montañés   | 63          | 4           |  |  |              |                   |                   |              |              |  |
|  | WC          | Stefano Travaglia    | Stefano Travaglia | 7           | 6           |  |  | WC           | Stefano Travaglia | Stefano Travaglia | 6            | 6            |  |
|  |             | Blaž Rola            | 6                 | 7           | 6           |  |  |              | Blaž Rola         | Blaž Rola         | 4            | 2            |  |
|  | 8           | Daniel Gimeno Traver | 7                 | 5           | 4           |  |  |              |                   |                   |              |              |  |

### Sezione 4
|  | Primo turno | Primo turno           | Primo turno      | Primo turno | Primo turno |  |  | Ultimo turno | Ultimo turno     | Ultimo turno     | Ultimo turno | Ultimo turno |  |
|  |             |                       |                  |             |             |  |  |              |                  |                  |              |              |  |
|  | 4           | Andrej Golubev        | 4                | 6           | 6           |  |  |              |                  |                  |              |              |  |
|  |             | Pierre-Hugues Herbert | 6                | 4           | 2           |  |  | 4            | Andrej Golubev   | Andrej Golubev   | 6            | 6            |  |
|  |             | Adrian Mannarino      | Adrian Mannarino | 7           | 6           |  |  |              | Adrian Mannarino | Adrian Mannarino | 3            | 4            |  |
|  | 10          | Łukasz Kubot          | Łukasz Kubot     | 5           | 4           |  |  |              |                  |                  |              |              |  |

### Sezione 5
|  | Primo turno | Primo turno         | Primo turno         | Primo turno | Primo turno |  |  | Ultimo turno | Ultimo turno        | Ultimo turno | Ultimo turno | Ultimo turno |  |
|  |             |                     |                     |             |             |  |  |              |                     |              |              |              |  |
|  | 5           | Pablo Carreño Busta | Pablo Carreño Busta | 6           | 6           |  |  |              |                     |              |              |              |  |
|  |             | Michael Berrer      | Michael Berrer      | 4           | 4           |  |  | 5            | Pablo Carreño Busta | 6            | 2            | 6            |  |
|  |             | Alex Bogomolov Jr.  | Alex Bogomolov Jr.  | 2           | 1           |  |  | 13           | Dušan Lajović       | 2            | 6            | 3            |  |
|  | 13          | Dušan Lajović       | Dušan Lajović       | 6           | 6           |  |  |              |                     |              |              |              |  |

### Sezione 6
|  | Primo turno | Primo turno        | Primo turno        | Primo turno | Primo turno |  |  | Ultimo turno | Ultimo turno       | Ultimo turno       | Ultimo turno | Ultimo turno |  |
|  |             |                    |                    |             |             |  |  |              |                    |                    |              |              |  |
|  | 6           | Alejandro Falla    | 6                  | 3           | 6           |  |  |              |                    |                    |              |              |  |
|  |             | Evgenij Donskoj    | 4                  | 6           | 2           |  |  | 6            | Alejandro Falla    | Alejandro Falla    | 4            | 4            |  |
|  | WC          | Matteo Donati      | Matteo Donati      | 4           | 4           |  |  | 12           | Alejandro González | Alejandro González | 6            | 6            |  |
|  | 12          | Alejandro González | Alejandro González | 6           | 6           |  |  |              |                    |                    |              |              |  |

### Sezione 7
|  | Primo turno | Primo turno      | Primo turno      | Primo turno | Primo turno |  |  | Ultimo turno | Ultimo turno | Ultimo turno | Ultimo turno | Ultimo turno |  |
|  |             |                  |                  |             |             |  |  |              |              |              |              |              |  |
|  | 7           | Sam Querrey      | Sam Querrey      | 6           | 6           |  |  |              |              |              |              |              |  |
|  | WC          | Salvatore Caruso | Salvatore Caruso | 2           | 3           |  |  | 7            | Sam Querrey  | Sam Querrey  | 6            | 3            |  |
|  |             | Pere Riba        | 6                | 2           | 7           |  |  |              | Pere Riba    | Pere Riba    | 7            | 6            |  |
|  | 9           | Jack Sock        | 4                | 6           | 63          |  |  |              |              |              |              |              |  |